# Sigismond Kolos-Vary
Pour les articles homonymes, voir Kolos et Vary.
Sigismond Kolos-Vary (Kolozsvári Zsigmond en hongrois) est un peintre et graveur franco-hongrois né à Bánffyhunyad en Autriche-Hongrie en 1899 (aujourd'hui Huedin en Roumanie) et mort en Suisse à La Chaux-de-Fonds le 23 juin 1983. 

## Biographie
De 1918 à 1925, Kolos-Vary étudie à l'école des Arts décoratifs de Budapest. L'année suivante, il effectue un voyage d'étude en Italie, il découvre les maîtres italiens, Paolo Uccello qui influence ses débuts. En 1926, après un voyage en Suisse, Kolos Vary s’installe à Paris. 
Membre de l'École de Paris, il est naturalisé français en 1955.
Son art, outre des peintures, comprend des pièces gravées, qu'il expérimente dès 1920 en Hongrie. On compte des burins, des eaux-fortes et des lithographies. 
Après 1952, il s'oriente vers un style abstrait, très personnel.